# Uchida Tomoya
Tomoya Uchida (sinh ngày 10 tháng 7 năm 1983) là một cầu thủ bóng đá người Nhật Bản.

## Sự nghiệp câu lạc bộ
Tomoya Uchida đã từng chơi cho Yokohama FC, Omiya Ardija và Ventforet Kofu.